# Giovanni Battista Caproni
Pour les articles homonymes, voir Caproni (homonymie).
 (janvier 2016).
Si vous disposez d'ouvrages ou d'articles de référence ou si vous connaissez des sites web de qualité traitant du thème abordé ici, merci de compléter l'article en donnant les références utiles à sa vérifiabilité et en les liant à la section « Notes et références ».

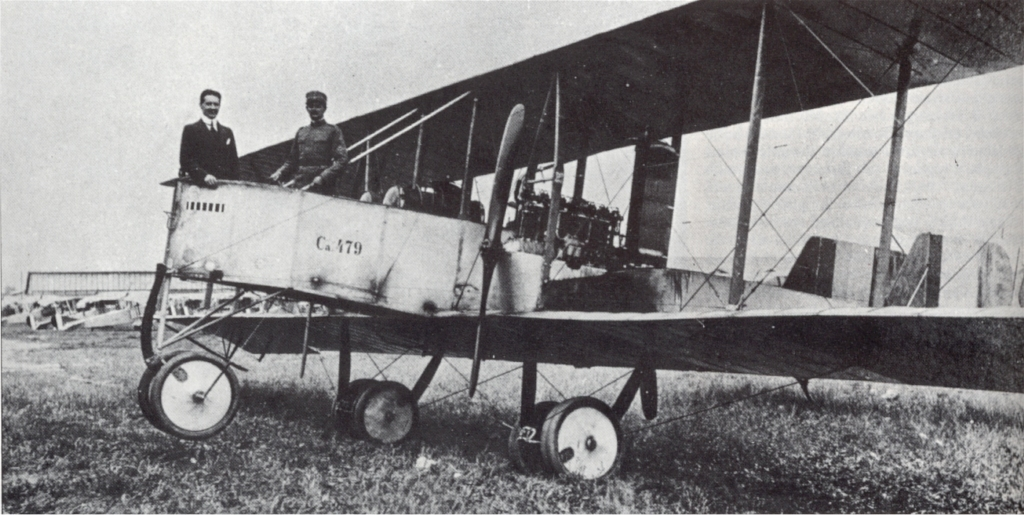
Giovanni Battista Caproni (à gauche) à bord du second Caproni Ca.32 à l'aéroport de Taliedo (Milan) en juillet 1915.

Giovanni Battista Caproni (Massone d'Arco, 3 juillet 1886 - Rome, 27 octobre 1957) est un ingénieur en aéronautique, ingénieur civil, ingénieur électricien et concepteur d'aéronefs, fondateur de la société de construction d'aéronefs Caproni.

## Biographie
Giovanni Battista Caproni est né le 3 juillet 1886 à Massone d'Arco, qui à l'époque était en Autriche-Hongrie dans le Trentin, mais qui après 1918 est devenu italien. 
En 1906, il a obtenu le doctorat en génie électrique de l'Institut Montefiore de Liège, et en 1907 un diplôme en génie civil au Polytechnique de Munich.
En 1909, Giovanni Battista Caproni regagne l'Italie après avoir suivi des cours de génie civil à Munich, d'électricité à Liège et de construction aéronautique à Paris. Sa ville natale Massone d'Arco se trouvant alors sous domination austro-hongroise, il s'installe à Taliedo, un quartier de la zone sud-est de Milan, à proximité de l'actuel aéroport de Milan-Linate. C'est à Taliedo qu'il réalise son premier avion, un biplan qui effectue son premier vol le 27 mai 1910 et qu'il fonde la Società de Agostini e Caproni, qui deviendra un peu plus tard Società Caproni e Comitti. 
Au début de la Première Guerre mondiale, l'armée italienne a une escadrille équipée de Ca.18. 
Au lendemain de la guerre, il lance le projet, très ambitieux pour l'époque, d'un hydravion à coque pouvant transporter jusqu'à 100 passagers sur de longues distances : le Ca.60. Il est abandonné en 1921 à la suite de la destruction du prototype lors du deuxième vol d'essai.
Durant les années 1930, l'entreprise Caproni va devenir un important groupe industriel, diversifiant ses activités en se développant à l'étranger mais aussi en rachetant un certain nombre d'entreprises qui conserveront le plus souvent leur autonomie. 
À la fin de la Seconde Guerre mondiale, le groupe Caproni est confronté à de nombreuses difficultés. Giovanni Battista Caproni, accusé de complicité avec le régime fasciste et de collaboration avec l’occupant allemand, fait l’objet de poursuites. Les usines ont été dévastées par les bombardements et il n’existe plus de marché pour l’industrie aéronautique italienne. Les poursuites sont abandonnées en 1946.
Pour relancer son entreprise Caproni décide alors de reconvertir son usine d’Arco dans la production de motocycles. Aux termes d’un éphémère accord avec Ducati les cadres des Ducati Cucciolo sont produits par Aero Caproni S.p.a, fondée en 1950, qui y adapte un moteur de 49 cm3 et la marque Capriolo est déposée pour la commercialisation des motos Caproni.
Le décès de Giovanni Battista Caproni en 1957 a de nombreuses répercussions sur le groupe du même nom car au début des années 1960 le marché du deux-roues est en plein déclin en Italie, contraignant les industriels à se regrouper.

## Dans la fiction (cinéma)
- Dans son film, Le vent se lève, Hayao Miyazaki rend hommage à Caproni à travers son personnage principal, Jirō Horikoshi, dont l'idole de jeunesse est Caproni, lequel apparaît régulièrement dans ses rêves, tout au long du film.